# Championnat d'Amérique du Sud masculin de volley-ball 1958
Le 3e championnat d'Amérique du Sud de volley-ball masculin s'est déroulé en 1958 à Porto Alegre ( Brésil).

## Classement final
| Place              | Équipe    |
| ------------------ | --------- |
| Médaille d'or      | Brésil    |
| Médaille d'argent  | Paraguay  |
| Médaille de bronze | Uruguay   |
| 4                  | Argentine |
| 5                  | Chili     |